# 黄花稔
黄花稔（学名：[Sida acuta] 错误：{{Lang}}：文本有斜体标记（帮助））又名细叶金午时花，为锦葵科黄花稔属下的一个植物种。